# パレルモのアラブ・ノルマン様式建造物群およびチェファル大聖堂、モンレアーレ大聖堂
パレルモのアラブ・ノルマン様式建造物群およびチェファル大聖堂、モンレアーレ大聖堂（パレルモのアラブ・ノルマンようしきけんぞうぶつぐんおよびチェファルだいせいどう、モンレアーレだいせいどう）は、イタリアのシチリア島北西部にあるパレルモとその周辺に点在する12世紀の建造物群からなるイタリアの世界遺産である。

## 概要
シチリア島にあるパレルモには、アラブ人とノルマン人の影響を色濃く残す建造物群が残されており、あわせて9つの世俗建造物と宗教建造物が世界遺産として登録されている。古くはノルマン人によるシチリア王国（1130-1194）に遡る。9つの建造物群には、シチリア王国の首都であったパレルモの歴史地区にある2つの宮殿、3つの教会、1つの大聖堂、1つの橋、近隣のチェファルおよびモンレアーレの大聖堂が含まれる。あわせて、空間・建築・装飾に対して新しいコンセプトを打ち出した西洋・イスラムおよびビザンツ文化の社会的･文化的統合を示す例として知られている。これらはまた、異なる出自の人々（ムスリム、ビザンツ人、ラテン人、ユダヤ人、ランゴバルド人、フランス人）の実り豊かな共存関係を示すものでもある。

## 登録物件
| 番号     | 物件名                                     | 英名                                  | 種類   |
| -------- | ------------------------------------------ | ------------------------------------- | ------ |
| 1487-001 | 王宮とパラティーナ礼拝堂                   | Royal Palace and Palatine Chapel      | 宮殿   |
| 1487-002 | サン・ジョヴァンニ・デッリ・エレミティ教会 | Church of San Giovanni degli Eremiti  | 教会   |
| 1487-003 | マルトラーナ教会                           | Church of Santa Maria dell’Ammiraglio | 教会   |
| 1487-004 | サン・カタルド教会                         | Church of San Cataldo                 | 教会   |
| 1487-005 | パレルモ大聖堂                             | Palermo Cathedral                     | 大聖堂 |
| 1487-006 | ジーザ宮殿                                 | Zisa Palace                           | 宮殿   |
| 1487-007 | 提督橋                                     | Admiral’s Bridge                      | 橋     |
| 1487-008 | チェファル大聖堂                           | Cefalù Cathedral                      | 大聖堂 |
| 1487-009 | モンレアーレ大聖堂                         | Monreale Cathedral                    | 大聖堂 |

## 登録基準
この世界遺産は世界遺産登録基準のうち、以下の条件を満たし、登録された（以下の基準は世界遺産センター公表の登録基準からの翻訳、引用である）。
- (2) ある期間を通じてまたはある文化圏において、建築、技術、記念碑的芸術、都市計画、景観デザインの発展に関し、人類の価値の重要な交流を示すもの。
  - パレルモのアラブ･ノルマン様式建造物群およびチェファル大聖堂、モンレアーレ大聖堂は、異なる宗教を持つ人々（ムスリム、ビザンツ人、ラテン人、ユダヤ人、ランゴバルド人、フランス人）の実り豊かな共存関係に特徴付けられる政治的・文化的状況を示す特徴を有し、その交流はビザンツ･イスラム･西洋に由来する要素から明確で独創的な組み合わせを生み出す源となった。この建築に対する新しい様式はティレニア海側の南イタリアの発展を促し、その影響が中世地中海世界へと広がる要因となった。
- (4) 人類の歴史上重要な時代を例証する建築様式、建築物群、技術の集積または景観の優れた例。
  - パレルモのアラブ･ノルマン様式建造物群およびチェファル大聖堂、モンレアーレ大聖堂は、新しい空間利用・建築手法・装飾概念を生み出し、異なる文化から来る要素を更に練り上げる創造的な統合の類いまれな例である。